# Ciutadella de Quebec
La Ciutadella de Quebec (francès: Citadelle de Québec), també coneguda com La Citadelle, és una instal·lació militar activa i la residència oficial secundària tant del monarca canadenc com del governador general del Canadà. Es troba al cim del Cap Diamant, al costat de les Planes d'Abraham a la ciutat de Quebec, Quebec. La ciutadella conté l'edifici militar més antic del Canadà, i forma part de les fortificacions de la ciutat de Quebec, que és una de les dues úniques ciutats d'Amèrica del Nord encara envoltades de fortificacions, l'altra és Campeche, Mèxic.
La importància estratègica de Cap Diamant va ser reconeguda pels francesos ja l'any 1608. Diverses fortificacions defensives van ser construïdes al lloc primer pels francesos, i després pels britànics després de la seva conquesta de Nova França. La ciutadella moderna es va construir entre 1820 i 1850, en un esforç per assegurar la ciutat de Quebec contra un possible atac nord-americà. Els britànics van utilitzar la ciutadella fins al 1871, quan van lliurar formalment la propietat al govern canadenc. Després del lliurament, la ciutadella va ser emprada com a instal·lació militar per les Forces Armades Canadenques, i com a residència reial i virregnal.
La Ciutadella és un lloc històric nacional del Canadà i forma part del lloc històric nacional de les fortificacions de Quebec del Canadà. La fortalesa es troba dins del Districte Històric del Vell Quebec, que va ser designat Patrimoni de la Humanitat el 1985. El lloc rep uns 200.000 visitants anuals.

## Història
El valor estratègic de Cap Diamant va ser identificat per Samuel de Champlain el 1608 i el va portar a fundar la Ciutat de Quebec a la base de l'escarpa. El promontori era pràcticament infranquejable i, per tant, l'únic vessant de l'assentament fortament fortificat va ser l'oest, l'únic no protegit naturalment pel turó.

### Primeres fortificacions

#### Domini francès
El primer mur de protecció (enceinte) —la palissada del major Provost— va ser construït per ordre del governador general de Nova França Louis de Buade, sieur de Frontenac i es va completar just a temps per a la batalla de Quebec el 1690. Tres anys més tard, un pla de l'enginyer Josué Boisberthelot de Beaucours per a nous 75 m wide enceinte va ser desenvolupat per l'enginyer militar francès Jacques Levasseur de Néré i aprovat el 1701 pel comissari general de fortificacions del rei Lluís XIV, Sébastien Le Prestre de Vauban.
El govern de França va considerar que la proposta de construir un fort complet era massa costosa, malgrat la importància i la vulnerabilitat de la ciutat de Quebec. Després de la caiguda de Louisbourg el 1745, es va dur a terme un treball considerable en els merlets sota la direcció de l'enginyer militar Gaspard-Joseph Chaussegros de Léry.

#### Domini britànic
El primer tinent governador britànic del Quebec, el general James Murray, va veure la debilitat de les defenses de la ciutat de Quebec (de fet, el càrrec de Murray existia precisament perquè els britànics havien conquerit la ciutat de Quebec quatre anys abans del nomenament de Murray com a governador el 1763). Va instar a la construcció d'una ciutadella, però el govern Imperial de Westminster, com els francesos abans, va considerar que un gran fort tenia poc valor; es va construir una ciutadella de fusta més petita.

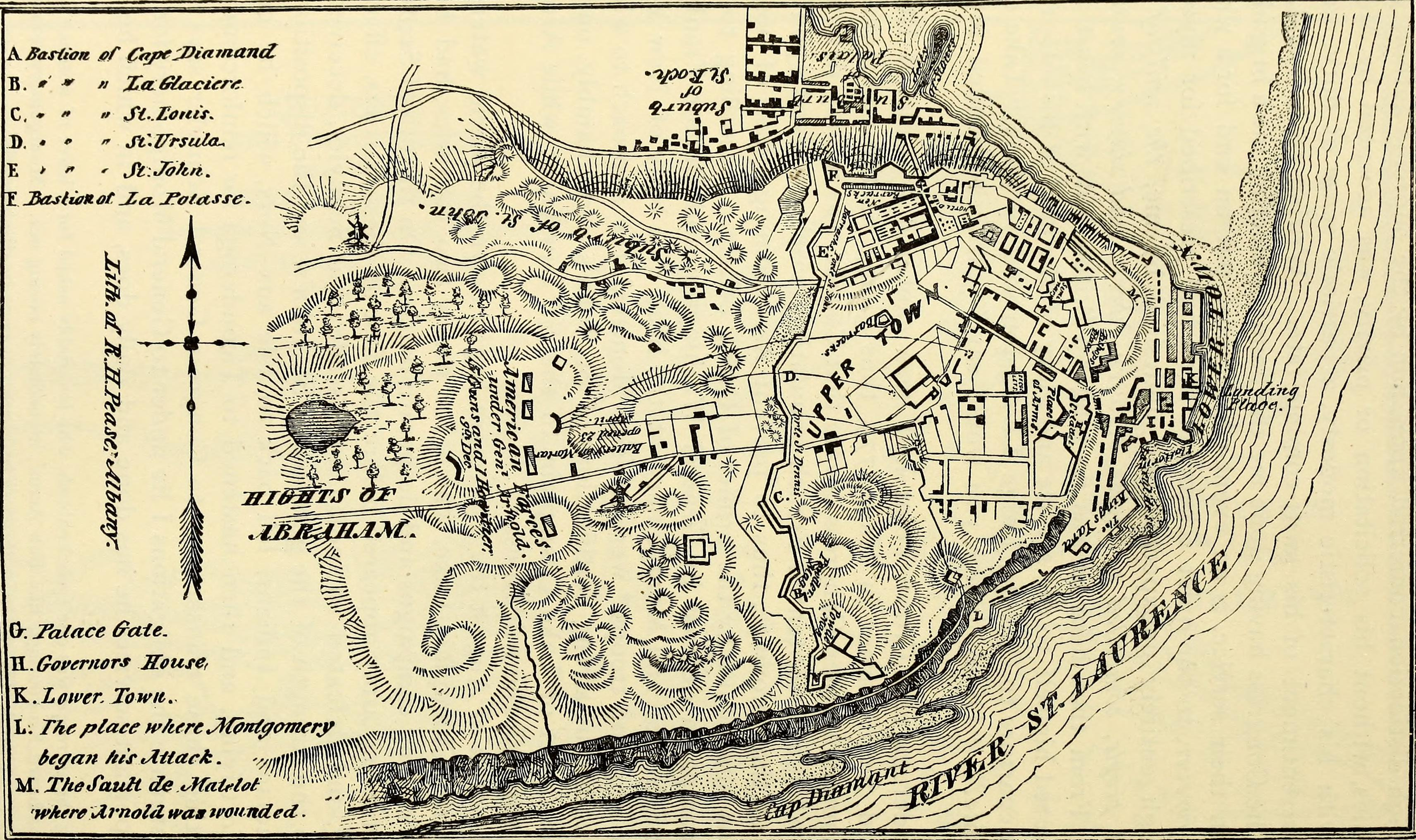
Un mapa del Quebec durant un setge nord-americà de la ciutat el 1775. El lloc de la ciutadella moderna (etiquetat Bastió del Cap Diamant) només estava fortificat per les muralles de la ciutat de Quebec en aquell moment.

Durant la Guerra d'Independència dels Estats Units, després de prendre Mont-real a la tardor de 1775, els rebels nord-americans, dirigits pel general Richard Montgomery i Benedict Arnold, van intentar prendre Quebec el 31 de desembre. Allà, Montgomery va ser assassinat i Arnold ferit i obligat a retirar-se. Els nord-americans van intentar mantenir el Quebec sota setge, però es van retirar després de l'arribada de reforços britànics a la primavera de 1776.

### Fortificació actual (1820-present)

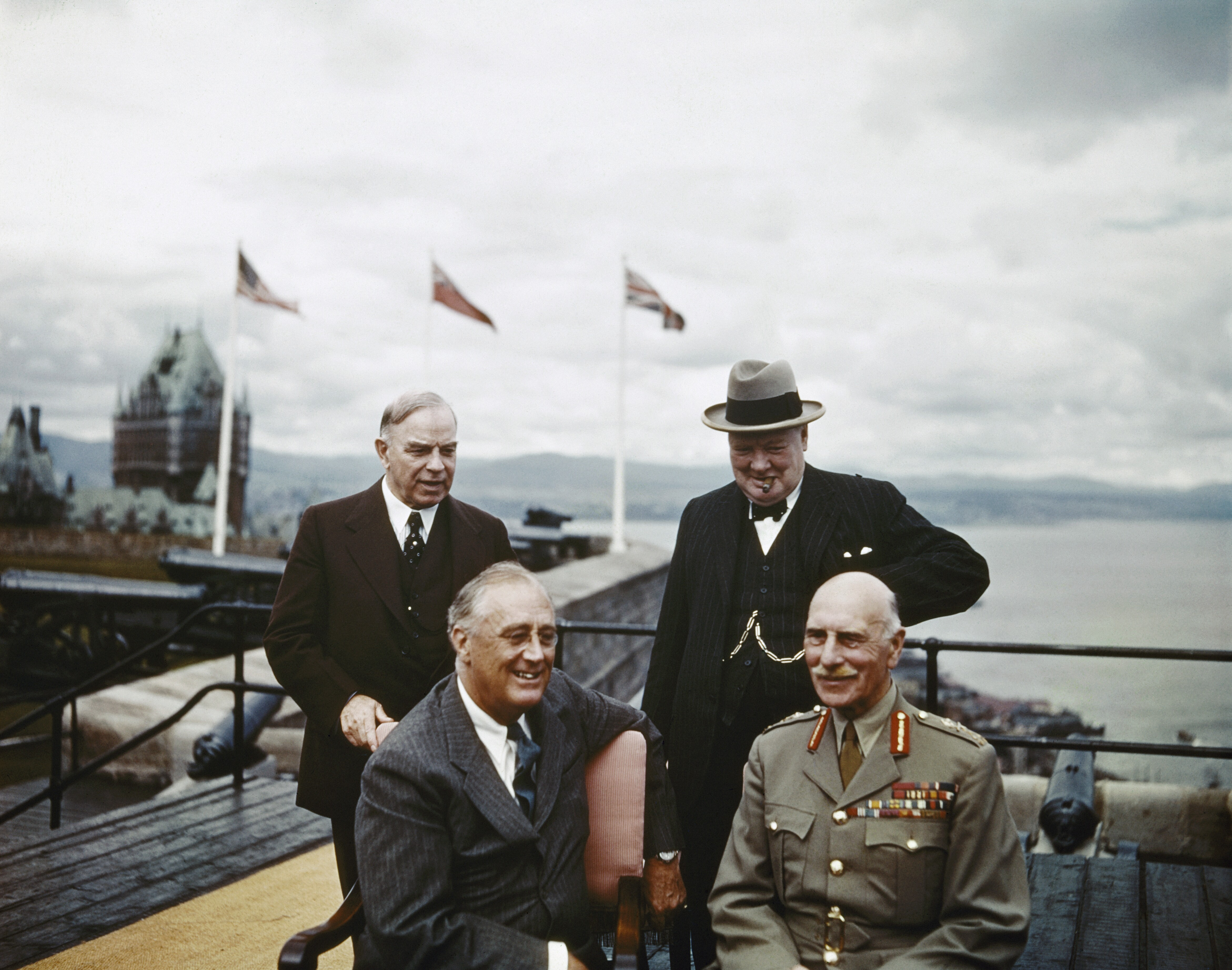
La Conferència de Quebec de 1943 va ser una conferència militar secreta entre els governs nord-americà, britànic i canadenc celebrada a La Ciutadella.

A mesura que les tensions entre el Regne Unit i els Estats Units, així com els temors d'una nova rebel·lió a l'Amèrica del Nord britànica, van créixer a finals del segle xviii, els britànics van reforçar les defenses de les seves colònies segons un pla elaborat a la dècada de 1790 per Gother Mann. Les muralles al voltant del penya-segat de la Ciutat Alta i les quatre torres Martello (encara existents) a les Planes d'Abraham es van completar abans de 1812. Una ciutadella va ser una part clau del disseny de Mann, però no es va construir cap fort perquè el cost es considerava prohibitiu.
Aquesta opinió finalment va canviar després de la Guerra de 1812; com a part d'una millora més àmplia de les defenses del Canadà coordinada pel duc de Richmond, aleshores governador en cap de l'Amèrica del Nord britànica, el fort estrella existent es va construir entre 1820 i 1850 sota la direcció del tinent coronel Elias Walker Durnford dels Royal Engineers. Destinada a assegurar la ciutat de Quebec contra els nord-americans i servir de refugi per a la guarnició britànica en cas d'atac o rebel·lió, la Ciutadella va incorporar una secció de l’enceinte francès de 1745 i el disseny es basava en el disseny de Sébastien Le Prestre de Vauban per a un dipòsit d'armes, municions i subministraments, així com una caserna. Això, però, era una mica un anacronisme en el moment de la finalització del fort, en comparació amb una altra arquitectura militar europea contemporània. Es van completar edificis addicionals el 1850.
Després de la Confederació Canadenca el 1867, Canadà es va fer responsable de la seva pròpia defensa; els britànics van marxar de la Ciutadella el 1871. Es van establir dues bateries de la Royal Canadian Artillery a la Ciutadella i es va obrir una escola d'artilleria el 1871, seguida d'una escola de cavalleria. A partir de finals del segle xix, les condicions de vida dels soldats al fort van anar millorant progressivament; es van obrir cantines i es van fer més còmodes les casamates. La preservació de bona part de les fortificacions i defenses del Quebec es deu a la intervenció del governador general del Canadà, el marquès de Dufferin i Ava, que també va establir la Ciutadella com a residència virregnal el 1872, recuperant una tradició que data de la fundació de Nova França. Des de 1920, la Ciutadella ha estat l'estació d'origen del Royal 22 e Regiment de les Forces Canadenques.
Es van celebrar les conferències del Quebec de 1943 i 1944, en què el governador general del Canadà, el comte d'Athlone, el Primer ministre del Canadà William Lyon Mackenzie King, el Primer ministre del Regne Unit Winston Churchill i el President dels Estats Units, Franklin D. Roosevelt, van discutir l'estratègia per a la Segona Guerra Mundial a la Ciutadella de Quebec.
La Junta de Llocs i Monuments Històrics del Canadà va designar la Ciutadella com a lloc històric nacional el 1946. La fortalesa va ser designada com a Lloc Històric Nacional del Canadà l'any 1980 i, cinc anys més tard, el Districte Històric del Vell Quebec, del qual forma part la Ciutadella, va ser inclòs a la llista de Patrimoni de la Humanitat de la UNESCO.

## Funció

El 22è Regiment Reial al recinte de la Ciutadella. La instal·lació militar és utilitzada actualment per les Forces Armades Canadenques.

La Ciutadella és una instal·lació militar en funcionament per a les Forces Armades del Canadà, així com una residència oficial tant del monarca del Canadà com del seu governador general. Aquest últim, per tradició, hi resideix durant diverses setmanes durant l'estiu, així com altres períodes més curts al llarg de l'any. Com es fa a l'altra residència reial federal, Rideau Hall a Ottawa, a la Ciutadella se celebren les presentacions de premis canadencs i les investidures i cerimònies per als ambaixadors entrants i sortints i alts comissionats al Canadà. La residència també està oberta al públic, realitzant un programa de visitants i visites gratuïtes a les sales estatals durant tot l'any així com visites educatives per als estudiants. La Ciutadella atrau aproximadament 200.000 visitants cada any.
Al camp d'armes de la Ciutadella tenen lloc diverses cerimònies militars relacionades amb el Royal 22e Régiment, com ara el canvi de guàrdia i de comandament del batalló i la consagració de cada Batisse la Cabra successiva com a mascota del regiment. A més, cada dia al migdia, es dispara un canó des del fort, el so del qual es pot escoltar a tota la ciutat de Quebec. Originalment, es disparaven dues pistoles cada dia, a les 12:00 pm per alertar els residents de la ciutat de Quebec de l'hora de dinar i l'Angelus, o la pregària del migdia, i a les 21:30, marcant el toc de queda per als artillers i soldats a la ciutat. La tradició ha continuat des de 1871, excepte entre 1994 i 2008.

## Edificis

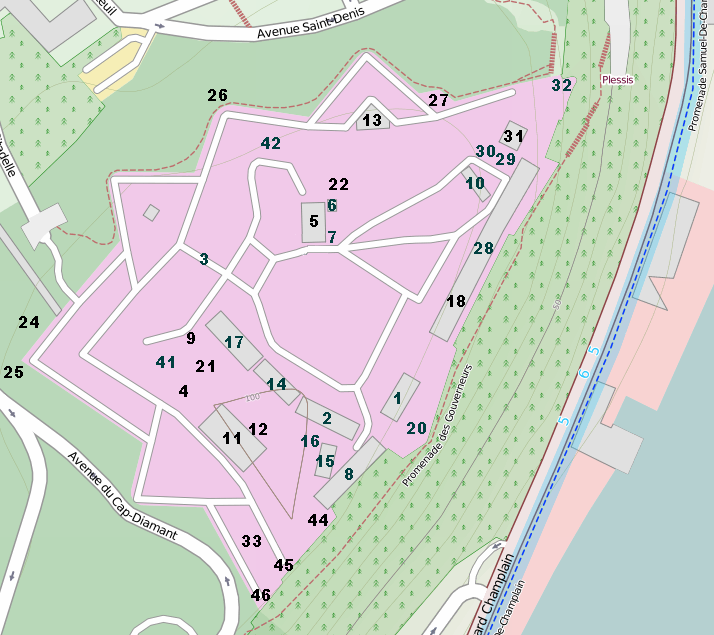
Mapa de la ciutadella amb els números dels edificis

El fort és una ciutadella desigual en forma d'estrella i consta de quatre baluards i tres murs cortina rectes, tots construïts amb pedra sorrenca extreta localment. Dins dels seus murs hi ha 24 edificis construïts majoritàriament amb pedra tallada grisa.

### Residència reial i virregnal

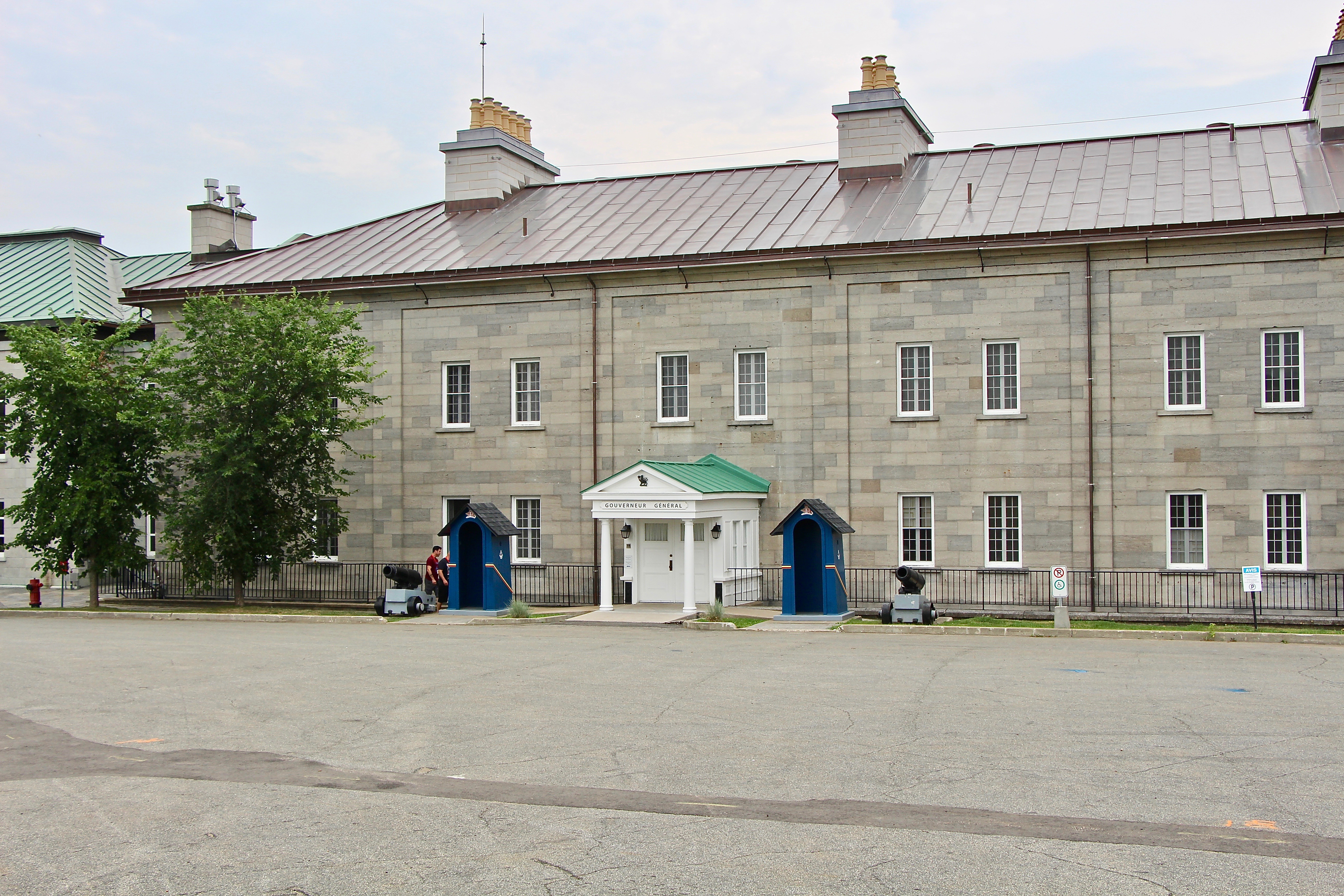
La caserna d'oficials s'ha utilitzat com a residència oficial del monarca canadenc i del governador general des de 1872.

The Officer's Barracks, una estructura neonormanda construïda el 1831 per l'exèrcit britànic, és la residència del governador general del Canadà des de 1872. La residència compta avui amb un total de 153 habitacions en 4.459 m² incloses les oficines del secretari del governador general.
L'entrada a la zona original de la residència es fa a través d'un conjunt de portes dobles sota un porxo neoclàssic que porta les paraules GOVERNADOR GENERAL al fris i l'escut de les armes reials del Canadà al timpà. A l'interior hi ha un vestíbul amb terra de rajola de marbre i una escala que baixa al soterrani i, a través d'un altre conjunt de portes en una pantalla amb llums laterals de vidre emplomat translúcid i ventall, hi ha un vestíbul; ambdues habitacions són d'estil georgià, en beix, crema i daurat. El menjador petit té una decoració igualment georgiana, amb parets blaves d'ou de robin i adorns pintats de blanc. Del sostre pengen dos canelobres de cristall.
Poc després que l'edifici es convertís en una residència reial, es van requerir addicions per acollir el partit virregnal i la llar, inclosa una sala de ball i un solàrium. Aquests, però, el 2 de febrer de 1976 van ser destruïts per un incendi i les altres estances de la residència van patir fum i danys per aigua. El Departament d’Obres Públiques i Serveis Governamentals del Canadà (que supervisa la infraestructura de la Ciutadella) va restaurar l'ala original i es van construir noves sales estatals en lloc de les addicions perdudes posteriors a 1872, l'obra es va completar el 1984.
Aquesta nova ala es va construir a l'extrem est de l'estructura de 1831 i en lleugera inclinació amb la coberta de coure i els murs exteriors de la mateixa maçoneria que els edificis adjacents, però, utilitzant mides de bloc més regulades i un relleu més pla de pilastres. i finestres, així com menys detalls en general. L'ala conté una entrada independent i un vestíbul cerimonial amb dues escales de cargol que ascendeixen a un piano noble; les escales tenen passamà de fusta amb piquets d'alumini i entre elles hi ha una fornícula per a l'escultura. Al nivell superior hi ha un espai per a esdeveniments, saló i solàrium amb una terrassa amb vista al riu Sant Llorenç. Les dues primeres zones estan totalment cobertes de volta de canó i unides entre si per una claraboia estreta i contínua a la coberta sota la qual pengen penjolls de vidre de diferents longituds i transmeten la llum natural a les habitacions. Els interiors de l'afegit modern van ser dissenyats per l'artista del Quebec Madeleine Arbour, que es va inspirar en els colors de l'hivern al Quebec, i utilitzen materials canadencs, com ara granit, noguera i alumini. La residència està moblada amb peces de la col·lecció Crown, la majoria d'estil Nova França, mobles antics barrejats amb art canadenc contemporani.

### Royal 22e Regiment Museum

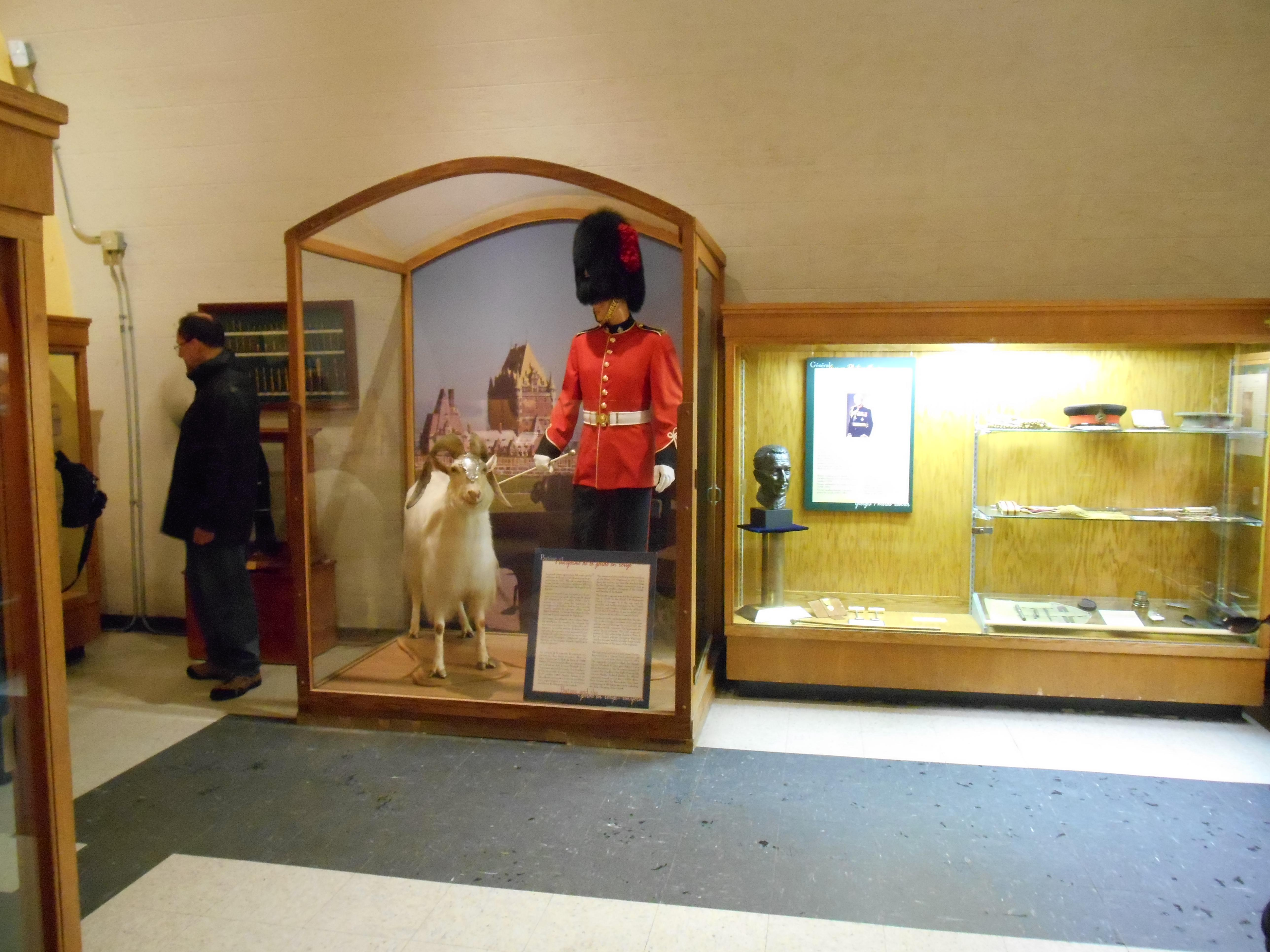
El Museu del Reial 22è Regiment, es troba a La Ciutadella. Conté elements d'importància històrica per a l'exèrcit canadenc.

L'edifici 15, construït l'any 1750, també conegut com la pólvora, acull el Museu del Royal 22e Régiment i el Museu de les Forces Canadenques, que recull, conserva i mostra artefactes d'importància històrica militar canadenc, també com el Museu, que inclou armes, uniformes i altres artefactes militars del Royal 22e Regiment. El Museu està afiliat a: CMA, CHIN, OMMC i Virtual Museum of Canada.

### Altres edificis
L'edifici 1, l'antic edifici d'administració de l'hospital, és l'estructura principal del bastió de Mann. Es tracta d'una estructura de pedra de dos pisos, rectangular, simètrica, amb una teulada a quatre vessants travessada per dues xemeneies de maó. La façana orientada a l'oest presenta detalls decoratius restringits de pilastres que sostenen una cornisa plana al llarg de la façana de cinc traves. Es veuen espitlleres al segon pis a banda i banda de l'edifici. L'elevació posterior que dona al baluard és funcional i d'aspecte senzill.

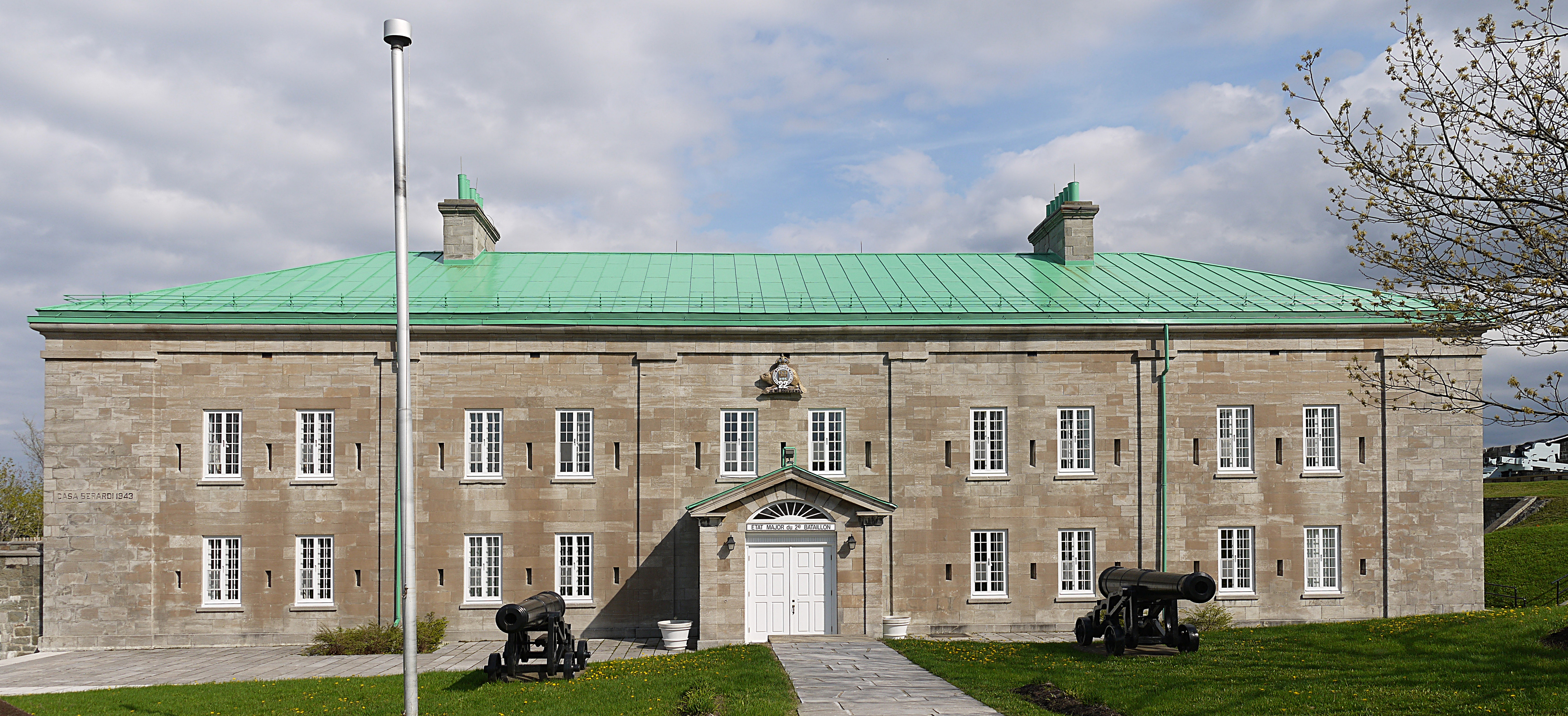
L'edifici 1 és l'estructura principal del bastió de Mann

L'edifici 2, també conegut com la Caserna d'Homes, era antigament l'armeria i la pólvora. Es troba davant del pati d'armes prop de la gola del bastió del príncep de Gal·les. Es tracta d'un edifici de maçoneria llarg i rectangular de dos pisos construït amb pedra calcària llisa amb una teulada a quatre vessants revestida de xapa de coure. La façana principal de l'edifici presenta poca ornamentació i és regulada i ordenada, amb finestres petites, regularment col·locades, de diversos panells.
L'edifici 5, l'Antic Powder Magazine, és una estructura de pedra baixa i rectangular amb un sostre a dues aigües i un mur de protecció contra les explosions. Dues portes arran de terra i tres obertures a dues aigües travessen la façana simètrica. Al llarg dels alçats laterals de la plana hi ha tres passatges de volta de mig canó, o travessies, dos a ponent i un a llevant.
L'edifici 7, també conegut com l'Edifici Memorial, forma part d'un conjunt de tres estructures, que inclou una capella i un taller, situats prop del pati d'armes. Estan adossats per un mur protector del segle xix. Es tracta d'un petit edifici de maçoneria rectangular, d'una sola planta, amb una coberta piramidal de pedra i una filera de finestres als quatre alçats. La seva façana principal es distingeix per un porxo modern. El governador general Georges Vanier i la seva dona Pauline Vanier estan enterrats aquí a la capella commemorativa.
Situat dins del Bastió del Rei i adjacent a la residència del governador general, l'edifici 10 és l'antiga presó militar i actualment l'annex del museu. Construït l'any 1842, és una estructura rectangular de pedra de dos pisos amb una teulada a quatre vessants travessada per tres xemeneies de maó. L'elevació oest que mira a la ciutadella és moderada però decorada per pilastres. Les espitlleres travessen les parets dels dos pisos. Hi ha diverses finestres col·locades de manera irregular amb reixes de ferro.

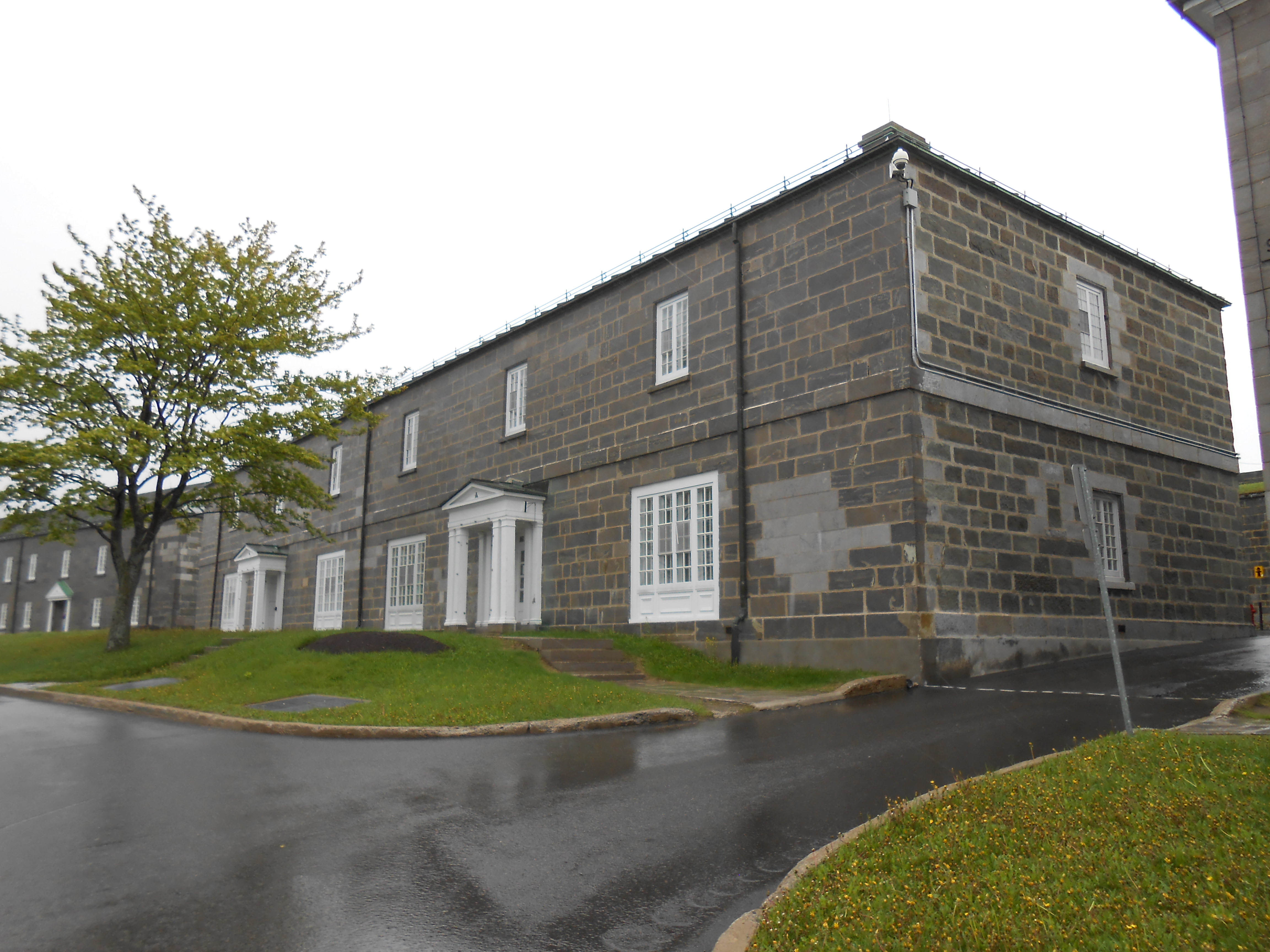
L'edifici 14 està situat al sud-oest del camp d'armes de la ciutadella

L'edifici 14, l'antic magatzem d'artilleria, es troba al costat del pati d'armes. L'estructura llarga i rectangular de dos pisos està construïda amb pedra amb un sostre a quatre aigües revestit de xapa de coure. La façana simètrica presenta finestres petites i uniformes.
L'edifici 16 és l'oficina del museu i antiga tollera.
L'edifici 17, també conegut com la Caserna dels homes, es troba al costat sud del camp d'armes, prop de la gola del bastió de Dalhousie. L'edifici rectangular, de dos pisos d'alçada durant la major part de la seva longitud, té murs exteriors de pedra i presenta elevacions simètriques, un sostre a quatre vessants revestit de coure i un curs de pedra sobresortint sobre la planta baixa.
Clarament vist des del riu i alineat al meridià amb finalitats d'observació, l'edifici 20, també conegut com la Casa de la Bola, és l'antic observatori i torre d'esferes horàries. És una estructura de pedra compacta, alta, de dos pisos de diverses formes arquitectòniques. La secció rectangular amb teulada a dues aigües era l'antic observatori i la secció quadrada antigament albergava la instal·lació de la bola del temps rematada amb una antena. S'accedeix a l'edifici des de la planta baixa del seu petit porxo, que uneix els dos edificis.
L'edifici 32, antigament la Casa de la Guàrdia Defensiva, es troba a l'extrem oriental de la rasa principal nord, sota el Bastió del Rei. Es tracta d'un petit edifici de maçoneria d'un sol pis i esquat amb un sostre a dues aigües sostingut per bigues de fusta. Per la teulada s'eleva una xemeneia, que està coberta amb làmines de llauna pintada.
L'antic caponer, l'edifici 46, es troba a l'extrem sud de la rasa que separa la contraescarpa de la Caserna d'Homes. Els seus dos murs i la petita torreta al mig de la seva teulada a dues aigües són els únics elements visibles d'aquest petit edifici de pedra. Està integrat amb les muralles i perforat amb espitlleres.